# بوغسوك (جزيرة)
بوغسوك (بالإنجليزية: Bugsuk) هي جزيرة تقع في أرخبيل سولو بمحافظة بابوا فيسكايا في الفلبين، تتميز الجزيرة بطبيعتها الخلابة وشواطئها ذات الرمال البيضاء والمياه الصافية، مما يجعلها وجهة مفضلة للسياح الباحثين عن الهدوء والطبيعة.

## نبذه
تحتوي بوغسوك على غابات إستوائية وشعاب مرجانية متنوعة، وتعتبر مكانًا مناسبًا للغطس والأنشطة البحرية، يعيش سكان الجزيرة حياة بسيطة تعتمد على الصيد والزراعة، ويتميز المجتمع المحلي بترحيبه بالزوار.
تعد بوغسوك جزءًا من منطقة ذات أهمية بيئية وثقافية، وتساهم في جهود الحفاظ على البيئة والتراث المحلي رغم محدودية البنية التحتية، تبقى الجزيرة خيارًا مميزًا لمن يرغب في الاستمتاع بجمال الطبيعة بعيدًا عن الازدحام.